# Fransiskus Tuaman Sinaga

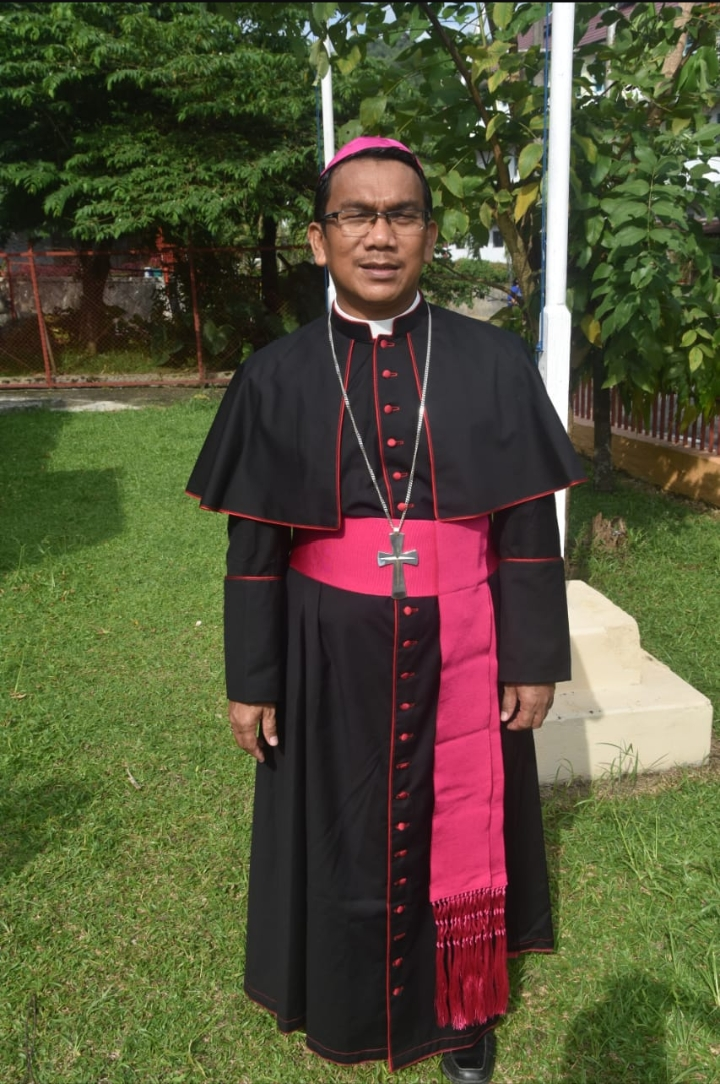
Fransiskus Tuaman Sinaga, 2021

Fransiskus Tuaman Sasfo Sinaga (* 22. November 1972 in Penggalangan, Sumatra Utara, Indonesien) ist ein indonesischer Geistlicher und römisch-katholischer Bischof von Sibolga.

## Leben
Fransiskus Tuaman Sinaga besuchte die Grund- und Mittelschule in seiner Heimat. Anschließend erwarb er die Hochschulreife am Knabenseminar und studierte dann Philosophie und Theologie am interdiözesanen Priesterseminar in Pematangsiantar. Das Sakrament der Priesterweihe empfing er am 14. Februar 2003 für das Bistum Sibolga.
Nach erster Tätigkeit in der Pfarrseelsorge war er von 2005 bis 2007 Erzieher am Knabenseminar in Sibolga. Von 2007 bis 2009 studierte er Moraltheologie an der Päpstlichen Universität Urbaniana in Rom und erwarb in diesem Fach das Lizenziat. Von 2009 bis 2013 war er Pfarrer in Gunungsitoli  und Dekan für die Insel Nias. Ab 2015 leitete er das diözesane Seelsorgeinstitut Dian Mandala auf Nias. Außerdem war er Präsident der diözesanen Priestervereinigung UNIO und Diözesandirektor der päpstlichen Missionswerke.
Am 6. März 2021 ernannte ihn Papst Franziskus zum Bischof von Sibolga. Die Bischofsweihe spendete ihm der Erzbischof von Jakarta, Ignatius Kardinal Suharyo Hardjoatmodjo, am 29. Juli desselben Jahres in der Kathedrale Santa Teresa di Lisieux in Sibolga. Mitkonsekratoren waren der Erzbischof von Medan, Kornelius Sipayung OFMCap, und der Erzbischof von Palembang, Yohanes Harun Yuwono.